# Beekast
Beekast est une entreprise française du domaine de l'informatique. Elle est spécialisée dans les outils de plate-forme collaborative, de formation et d'animation de réunion.

## Histoire
Fondée en 2015 par Yassine Chabli, la société Beekast se destine initialement à l'animation d'évènements pour permettre aux conférenciers/intervenants d'interagir avec leur audience.
En 2016, Beekast réalise une première levée de fonds de 2,7 millions d'euros et ajoute à sa plateforme des fonctionnalités qui lui permettent de se tourner vers le monde de la formation,.
En 2019, après avoir atteint 2 000 000 d'utilisateurs et 1 200 clients, Beekast réalise une nouvelle levée de fonds de 5 millions d'euros avec pour objectif d'investir en recherche et développement et de se développer à l'International,.
En novembre 2020, Nenad Cetkovick rejoint Beekast en tant que directeur général. Son objectif est de faire de la société la première plateforme européenne en matière de fluidification des interactions entre collaborateurs.
En 2021, la plateforme Beekast est disponible en 7 langues et permet d'assister à tous types de réunion de 2 participants à plus de 1000, en présentiel, distanciel ou en mode hybride.
En mars 2023, son fondateur Yassine Chabli reprend les rênes en tant que CEO.
En mai 2023, la société est rachetée par saas.group.

## Secteurs d'activité
Beekast développe et vend des services informatiques aux entreprises, sous la forme d'une plateforme web (logiciel en mode SaaS), qui permet d'animer des réunions interactives, de réaliser des parcours de formations agiles et de participer à des évènements engageants. Intégrée avec les principaux outils de visioconférence du marché, Beekast permet y d'ajouter des activités interactives pour structurer ces moments et engager davantage les participants. Beekast vulgarise les techniques d'animation de réunion pour les mettre à disposition du plus grand nombre.
Avec l'arrivée du Covid, et les changements d'habitudes des salariés, Beekast devient une plateforme d'animation de réunion pour faciliter les interactions dans un monde professionnel où la présence des salariés est de plus en plus hybride,.